# Đường tỉnh 104
Đường tỉnh 104 hay tỉnh lộ 104, viết tắt ĐT.104 hay TL.104, là đường tỉnh ở huyện Mai Sơn và Yên Châu tỉnh Sơn La, Việt Nam.

## Lộ trình
Tại xã Cò Nòi, huyện Mai Sơn đường tỉnh 104 nối vào quốc lộ 6. Từ đó ĐT.104 đi về hướng nam qua các xã Yên Sơn và Chiềng On, huyện Yên Châu. ĐT.104 tới điểm cuối là Cửa khẩu Nà Cài 20°57′07″B 104°08′12″Đ / 20,951832°B 104,136736°Đ ở biên giới Việt – Lào.
Đường tỉnh 104 (Mộc Châu – Tân Lập – Tân Hợp) bắt đầu từ Km 76+810, Quốc lộ 43, thị trấn Nông trường Mộc Châu đến xã Tân Hợp, thị xã Mộc Châu với tổng chiều dài là 22 km.